# Crisi di valori
Crisi di valori è un singolo del gruppo Alternative rock Disciplinatha, pubblicato in vinile rosa.

## Tracce
1. Crisi di valori
2. Nazioni

## Formazione
- Cristiano Santini - voce e chitarre
- Dario Parisini - chitarra
- Daniele Albertazzi - batteria
- Valeria Cevolani - voce
- Roberta Vicinelli - basso e tastiere
- Dalia Zipoli - cori